# Dan Mihai Păvăloiu
Dan Mihai Păvăloiu (n. 4 februarie 1966, Cluj-Napoca⁠(d), Cluj, România) este un prezentator de televiziune, jurnalist și realizator TV român, cunoscut pentru reportajele de călătorie pe care le realizează din 2002.

## Biografie
Dan Mihai Păvăloiu este fiul lui Ion (cercetător matematică) și al Angelei (profesor). S-a născut în Cluj-Napoca, unde trăiește și în prezent. A fost încurajat încă de la vârsta de 10 ani să-și petreacă timpul liber în natură. S-a familiarizat de mic cu tehnicile de pescuit și observarea animalelor sălbatice. A început să practice alpinismul și speologia la vârsta de 15 ani. Clasele 5-8 le-a făcut la Școala Sportivă, specializarea atletism. După absolvirea liceului Liceului Nicolae Bălcescu din Cluj-Napoca și-a făcut stagiul militar la Caracal, arma parașutism, termen redus.
A absolvit în 1991 Facultatea de Construcții, secția Instalații. Din 1991 lucrează în presa scrisă ca șef secție Evenimente Speciale la cotidianul Mesagerul Transilvan. Din 1993 a fost secretar de emisie la TVR Cluj, apoi din 1994 regizor de emisie la aceiași instituție. În perioada 1997-2003 a activat în Formația Salvamont Cluj. Din anul 1994 începe să practice raftingul și scufundările. În 1996 organizează și realizează expediția cu pluta 1000 de kilometri pe Dunăre.
În 2000 părăsește țara pentru a lucra un an în SUA ca îngrijitor de animale, gropar și delivery boy. Întors în România în 2001, începe seria de documentare de călătorie căreia îi este dedicat până în prezent.
Emisiunile sale se adresează iubitorilor de natură, cea mai cunoscută fiind Natură și aventură difuzat pe TVR 2. De asemenea mai prezintă  o serie de emisiuni dedicate tradițiilor culinare românești sub genericul Cu tigaia-n spate difuzat pe TVR 3 și TVR Cluj.
Este coautor la documentarele de lung metraj Lostrița 1, Lostrița 2, Valea Bistriței și Zimbrul în Carpații României. De-a lungul timpului și-a dedicat profesia și timpul liber promovării naturii sălbatice din România și ocrotirii ei. Reportajele sale au acoperit spații geografice care se întind din vârfurile Carpaților până la Marea Neagră. A pătruns în intimitatea naturii cu mijloace specifice cum ar fi pescuitul, vânătoarea, alpinismul, raftingul, speologia sau scufundările.

## Viața personală
Dan Mihai Păvăloiu a crescut și locuiește în Cluj-Napoca, județul Cluj.
În paralel cu activitatea de realizator TV mai lucrează ca editorialist la cotidianul Foaia Transilvană
 și la revista Corso. Concepe și conduce Revista de vânătoare și Aventuri în natură.

## Premii
Pentru documentarele și reportajele realizate de-a lungul timpului, Dan Păvăloiu a obținut numeroase premii:
- Premiu special de imagine la Televest 2000 pentru filmul „Ciupercarii”
- Premiu special la Simfest 2006 pentru filmul „În căutarea cerbilor”
- Nominalizare la Galele Clubului Român de Presă 2005 cu filmul „În peretele Cipches”
- Premiul pentru jurnalism de mediu al Asociației Operatorilor de Turism 2012

## Emisiuni
- Natură și aventură [2]
- Cu tigaia-n spate [3]